# 閃電沙灘車
《閃電沙灘車》是由Vector Unit為Android、iOS和BlackBerry開發的賽車遊戲。它於2012年發布。《閃電沙灘車》是圍繞“無限驅動”技工而建造的，玩家可以沿途收集硬幣，以升級或塗漆汽車，解鎖新的車輛和駕駛員，甚至可以使用新的電源和消耗品自定義遊戲本身。

## 評價
Pocket Gamer为游戏打出3.5/5。

## 外部連結
- 官方網站 （页面存档备份，存于）
- Beach Buggy Blitz在Metacritic （页面存档备份，存于）